# Coupe CECAFA des nations 2015
Navigation
Ouganda 2013 Kenya 2017
La Coupe CECAFA des nations 2015 est la trente-huitième édition de la Coupe CECAFA des nations qui a eu lieu en Éthiopie du 21 novembre au 5 décembre 2015. Les nations membres de la CECAFA (Confédération d'Afrique centrale et de l'Est) sont invitées à participer à la compétition.
C'est l'Ouganda qui remporte la compétition après avoir battu le Rwanda lors de la finale disputée à Addis-Abeba. C'est le quatorzième titre de la sélection ougandaise qui confirme sa place de meilleure équipe dans cette compétition.

## Équipes participantes
- Éthiopie - pays organisateur
- Kenya - tenant du titre
- Burundi
- Rwanda
- Somalie
- Soudan du Sud
- Soudan
- Tanzanie
- Ouganda
- Djibouti
- Zanzibar
- Malawi (invité)

## Compétition

### Premier tour

#### Groupe A
| Rang | Équipe   | Pts | J | G | N | P | Bp | Bc | Diff |  | Résultats (▼ dom., ► ext.) |  |     |     |     |
| ---- | -------- | --- | - | - | - | - | -- | -- | ---- |  | -------------------------- |  | --- | --- | --- |
| 1    | Tanzanie | 7   | 3 | 2 | 1 | 0 | 7  | 2  | +5   |  | Tanzanie                   |  | 2-1 | 1-1 | 4-0 |
| 2    | Rwanda   | 6   | 3 | 2 | 0 | 1 | 5  | 2  | +3   |  | Rwanda                     |  |     | 1-0 | 3-0 |
| 3    | Éthiopie | 4   | 3 | 1 | 1 | 1 | 3  | 2  | +1   |  | Éthiopie                   |  |     |     | 2-0 |
| 4    | Somalie  | 0   | 3 | 0 | 0 | 3 | 0  | 9  | -9   |  | Somalie                    |  |     |     |     |

#### Groupe B
| Rang | Équipe   | Pts | J | G | N | P | Bp | Bc | Diff |  | Résultats (▼ dom., ► ext.) |  |     |     |     |
| ---- | -------- | --- | - | - | - | - | -- | -- | ---- |  | -------------------------- |  | --- | --- | --- |
| 1    | Ouganda  | 6   | 3 | 2 | 0 | 1 | 5  | 2  | +3   |  | Ouganda                    |  | 0-1 | 1-0 | 4-0 |
| 2    | Kenya    | 4   | 3 | 1 | 1 | 1 | 4  | 4  | 0    |  | Kenya                      |  |     | 1-1 | 1-3 |
| 3    | Burundi  | 4   | 3 | 1 | 1 | 1 | 2  | 2  | 0    |  | Burundi                    |  |     |     | 1-0 |
| 4    | Zanzibar | 3   | 3 | 1 | 0 | 2 | 3  | 6  | -3   |  | Zanzibar                   |  |     |     |     |

#### Groupe C
| Rang | Équipe        | Pts | J | G | N | P | Bp | Bc | Diff |  | Résultats (▼ dom., ► ext.) |  |     |     |     |
| ---- | ------------- | --- | - | - | - | - | -- | -- | ---- |  | -------------------------- |  | --- | --- | --- |
| 1    | Soudan du Sud | 7   | 3 | 2 | 1 | 0 | 4  | 0  | +4   |  | Soudan du Sud              |  | 2-0 | 0-0 | 2-0 |
| 2    | Malawi        | 6   | 3 | 2 | 0 | 1 | 5  | 3  | +2   |  | Malawi                     |  |     | 2-1 | 3-0 |
| 3    | Soudan        | 4   | 3 | 1 | 1 | 1 | 5  | 2  | +3   |  | Soudan                     |  |     |     | 4-0 |
| 4    | Djibouti      | 0   | 3 | 0 | 0 | 3 | 0  | 9  | -9   |  | Djibouti                   |  |     |     |     |

#### Classement des meilleurs troisièmes
| Rang | Équipe   | Pts | J | G | N | P | Bp | Bc | Diff |
| ---- | -------- | --- | - | - | - | - | -- | -- | ---- |
| 1    | Soudan   | 4   | 3 | 1 | 1 | 1 | 5  | 2  | +3   |
| 2    | Éthiopie | 4   | 3 | 1 | 1 | 1 | 3  | 2  | +1   |
| 3    | Burundi  | 3   | 3 | 1 | 0 | 2 | 5  | 3  | +2   |

### Quarts de finale
| Équipe 1      | Résultat      | Équipe 2 |
| ------------- | ------------- | -------- |
| Ouganda       | 2 - 0         | Malawi   |
| Éthiopie      | 1 - 1 4-3 tab | Tanzanie |
| Rwanda        | 0 - 0 5-3 tab | Kenya    |
| Soudan du Sud | 0 - 0 3-5 tab | Soudan   |

### Demi-finales
| 3 décembre 2015 | Soudan            | 1 – 1 | Rwanda          | Stade d'Addis-Abeba, Addis-Abeba |  |
| 13:00           | El Tahir 93e      |       | 110e Mugiraneza |                                  |  |
| 13:00           | (Rapport)         |       |                 |                                  |  |
| 13:00           | Tirs au but 2 – 4 |       |                 |                                  |  |

| 3 décembre 2015 | Ouganda           | 0 – 0 | Éthiopie | Stade d'Addis-Abeba, Addis-Abeba |
| 15:30           |                   |       |          |                                  |
|                 | (Rapport)         |       |          |                                  |
|                 | Tirs au but 5 – 3 |       |          |                                  |

### Match pour la troisième place
| 5 décembre 2015 | Éthiopie          | 1 – 1 | Soudan     | Stade d'Addis-Abeba, Addis-Abeba |  |
| 13:00           | Mamo 56e          |       | 82e Yagoub |                                  |  |
| 13:00           | (Rapport)         |       |            |                                  |  |
| 13:00           | Tirs au but 5 – 4 |       |            |                                  |  |

### Finale
| 5 décembre 2015 | Ouganda    | 1 – 0 | Rwanda | Stade d'Addis-Abeba, Addis-Abeba |  |
| 15:45           | Okhuti 14e |       |        |                                  |  |
| 15:45           | (Rapport)  |       |        |                                  |  |

| Vainqueur Coupe CECAFA 2015 Ouganda Quatorzième titre |